# Christína Metaxá
Christína Metaxá (grec moderne : Χριστίνα Μεταξά) est une chanteuse chypriote née à Limassol.

## Eurovision 2009
Elle représente Chypre lors de la seconde demi-finale du Concours Eurovision de la chanson 2009 à Moscou, le 14 mai 2009, avec sa chanson Firefly (Luciole).